# Sava Mutkurov

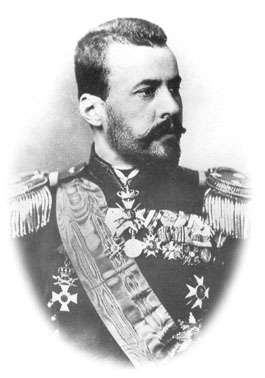
Sava Mutkurov

Sava Atanasov Mutkurov (Сава Атанасов Муткуров), född 16 december 1852 i Tărnovo, död 15 mars 1891 i Neapel, var en bulgarisk officer och politiker.
Mutkurov utbildades till officer i Ryssland och deltog i dess armé i kriget mot turkarna 1877–78. Han ingick sedan i den östrumeliska milisen, där han avancerade till major, var en av ledarna för kuppen den 18 september 1885, varigenom Östrumelien förenades med Bulgarien, och anförde i kriget mot Serbien samma år som överstelöjtnant högra flygeln i slaget vid Pirot. 
Då efter furst Alexanders störtande den 21 augusti 1886 kontrarevolution utbröt i Plovdiv, trädde Mutkurov i spetsen för denna, utnämndes av Stefan Stambolov till överbefälhavare för armén och besatte Sofia. Furst Alexander utsåg honom vid sin abdikation i september samma år till medlem av det av Stambolov ledda tremannaregentskapet, vilket han tillhörde under hela den kritiska tiden till furst Ferdinands regeringstillträde i augusti 1887. Därefter, till februari 1891, var han krigsminister i Stambolovs ministär. Vid sin avgång blev han general och överinspektör för armén. 
Mutkurov var gift med en syster till Stambolov och utgjorde ett kraftigt stöd för dennes politik.